# Helicopis lindeni
Helicopis lindeni är en fjärilsart som beskrevs av Augustus Radcliffe Grote 1877. Helicopis lindeni ingår i släktet Helicopis och familjen Riodinidae. Inga underarter finns listade i Catalogue of Life.